# Maghemite
La maghemite (simbolo IMA: Mgh) è un minerale del supergruppo dello spinello e in particolare degli ossispinelli, nella cui famiglia occupa un posto nel sottogruppo dello spinello; la sua composizione chimica è (Fe3+0,67☐0,33)Fe3+2O4.
La maghemite è un dimorfo dell'ematite.

## Etimologia e storia
Il nome maghemite è composto dalle prime due sillabe del minerale magnetite e dalla parola inglese hematite per ematite, in riferimento alla sua composizione chimica e al magnetismo.
La maghemite è stata descritta per la prima volta nel 1927 da Percy A. Wagner. La "miniera di Iron Mountain" nella contea di Shasta (California) e il complesso di "Bushveld" in Sudafrica sono considerati località tipo.

## Classificazione
Nella Sistematica dei lapis (Lapis-Systematik) di Stefan Weiß al minerale è stato assegnato il sistema nº IV/C.06; ciò corrisponde alla classe degli "ossidi con il rapporto tra metallo:ossigeno = 2:3 (M2O3 e composti correlati)", dove la maghemite forma un gruppo indipendente ma senza nome insieme alla luogufengite.
La nona edizione della sistematica minerale di Strunz, valida dal 2001 e aggiornata l'ultima volta dall'Associazione Mineralogica Internazionale (IMA) nel 2009, classifica la maghemite nella classe "4. Ossidi (idrossidi, V[5,6] vanadati, arseniti, antimoniti, bismutiti, solfiti, seleniti, telluriti, iodati)" e nella sottoclasse "4.B Metallo:Ossigeno = 3:4 e simili"; questa è ulteriormente suddivisa in base alla dimensione dei cationi coinvolti, in modo da trovare la maghemite nella sezione "4.BB Con soltanto cationi di media dimensione" dove forma il sistema nº 4.BB.15 insieme alla titanomaghemite.
Tale classificazione viene mantenuta anche nell'edizione successiva, proseguita dal database "mindat.org" e chiamata anche Classificazione Strunz-mindat.
Anche la classificazione dei minerali secondo Dana, che viene utilizzata principalmente nel mondo anglosassone, classifica la maghemite nella classe degli "ossidi e idrossidi" e lì nella sottoclasse degli "ossidi"; qui la si può trovare, insieme a bixbyite-(Mn), nel gruppo senza nome 04.03.07, all'interno della suddivisione degli "ossidi semplici con una carica cationica di 3+ (A2O3)".

## Abito cristallino
La maghemite cristallizza nel sistema cubico nel gruppo spaziale P4332 (gruppo nº 212) oppure P4132 (gruppo nº 213) con il parametro del reticolo a = 8,35 Å, oltre ad avere 8 unità di formula per cella unitaria.

## Struttura elettronica
La maghemite è un semiconduttore con un gap di banda di circa 2 eV, anche se il preciso valore del gap dipende dallo spin elettronico.

## Origine e giacitura
La maghemite si forma per ossidazione a basse temperature da minerali contenenti ferro come la magnetite. La magnetite è associata a anatasio, goethite, ilmenite, lepidocrocite, marcasite e pirite.
Essendo una formazione minerale piuttosto rara, la maghemite può essere abbondante in vari siti, ma nel complesso non è molto comune. In tutto il mondo sono noti circa 240 siti per la maghemite. Oltre alla sua località tipo "Iron Mountain Mine", la maghemite si trova anche in California in diverse località vicino a Lebec nella contea di Kern. In Sudafrica, il minerale è stato trovato non solo nel complesso di "Bushveld", ma anche a Onverwacht nella provincia del Limpopo e nella miniera di "Vergenoeg" nella municipalità locale di Tsantsabane.
In Italia la maghemite è stata trovata a Campagnano di Roma, Sacrofano e Onano (Lazio); a Gadoni (Sardegna); a Predoi (Trentino-Alto Adige); a Cavriglia, Massa Marittima e Pitigliano (Toscana).
È stata anche segnalata anche in alcuni depositi di riempimento di grotte del Carso, con l'aspetto di piccoli granuli sabbiosi, talora associati a quarzo, magnetite ed ematite.
In Germania, il minerale si trova in diversi luoghi vicino a Sinsheim e sul Katzenbuckel nel Baden-Württemberg, sullo Zeilberg in Baviera e vicino a Mendig e Kruft nell'Eifel in Renania-Palatinato.
In Austria, la maghemite è stata finora trovata solo sull'Untersberg nel Salisburghese e sull'Habicht in Tirolo.
In Svizzera, il minerale è stato rinvenuto nei pressi di Buechbüel (comune di Neuhausen am Rheinfall) e Hasenberg (comune di Neunkirch) nel Canton Sciaffusa e sull'Irchel nel Canton Zurigo.
Altre località sono sparse per tutto il mondo.

## Forma in cui si presenta in natura
La maghemite di solito si trova sotto forma di aggregati sferici o grossolani di colore da marrone a nero-bluastro. Raramente, tuttavia, sviluppa anche minuscoli cristalli ottaedrici o forma crescite aghiformi e croste alterate sulla magnetite. Si trova comunemente come rivestimento di cristalli di magnetite oppure come infiltrazione in essi.